# Кукушечья иглоногая сова
Куку́шечья иглоно́гая сова́ (лат. Ninox novaeseelandiae) — это самый маленький и самый часто встречающийся вид сов австралийского региона.
Описан Иоганном Фридрихом Гмелином в 1788 году.

## Описание
Длина тела от 28 до 36 см. Оперение на верхней стороне тёмно-коричневое. На красновато-коричневой нижней стороне имеются белые пятна и полосы. Глаза большие, жёлтого цвета. Молодые особи не достигают полноценного оперения взрослого до третьего или четвёртого года жизни.
Глубокий двусложный призыв «буу-бук» напоминает кукушку.

## Подвиды
Известно три общепризнанных подвида:
- N. n. novaeseelandiae (Gmelin, 1788) – Северный и Южный острова и остров Стюарта
- † N. n. undulata (Latham, 1801) – остров Норфолк, вымер
- † Н. н. albaria Ramsay, 1888 – остров Лорд-Хау, вымер

## Распространение
Область распространения кукушечьей иглоногой совы охватывает всю Австралию, Новую Зеландию, Тимор и южную Новую Гвинею. Она населяет разнообразные ландшафты — как тропические леса, редколесья, пустыни, буши, заселяет также и культурные ландшафты. Живший на острове Лорд-Хау подвид Ninox novaeseelandiae albaria пал жертвой поселившихся на острове крыс и конкуренции со стороны ввезённых сов.

## Поведение
Живёт парами, отдыхает, однако, в отдельности в густой листве.
Питание состоит из насекомых, таких как жуки и ночные мотыльки, а также мелких птиц, грызунов и ящериц. Ночная птица, охотится преимущественно в темноте или рассвете. В облачную, пасмурную погоду кукушечья иглоногая сова активна также на протяжении дневного времени суток.
При этом певчие птицы могут устроить птице моббинг, если обнаружат её.

## Размножение
Гнездовой период с сентября по февраль. В кладке от 2 до 4 яиц. Гнездо сооружается в дуплах деревьев. Кладку высиживает самка, а самец в это время ищет для неё корм. И самец и самка заботятся о птенцах, которые покидают гнездо через 5—6 недель.

## В популярной культуре
Кукушечья иглоногая сова, распространённое английское название которой пишется как Morepork, использована в качестве одного из геральдических элементов в гербе вымышленного города Анк-Морпорк (англ. Ankh-Morpork) в серии книг «Плоский мир» Терри Пратчетта.